# Geoff Parry
Geoff Parry (nacido en 1953) es un actor de cine y televisión australiano, conocido principalmente por interpretar a Bubba Zanetti, el villano rubio en la película de acción y ciencia ficción Mad Max. También actuó en otras películas y series de televisión hasta finales de la década de 1980, cuando sus apariciones empezaron a ser menos notorias. Ha sido acreditado con el nombre Geoff Perry en otros trabajos.

## Filmografía parcial

### Cine y televisión
- Division 4 (1973-1975) - Simon Smith / Bill Trent / Sammy James / Mike Collins / Ian Kruger / Cyril White
- Rush (1974) - Bennett
- Chopper Squad (1978) - Brian Jarvis
- Mad Max (1979) - Bubba Zanetti
- Gallipoli (1981) - Sargento Sayers[4]
- Women of the Sun (1982) - Señor Watson
- The Clinic (1982) - Charlie
- Prisoner (1980–1983) - George Goscombe / Thug
- Melvin, Son of Alvin (1984) - Profesor de ciencias
- A Thousand Skies (1985) - Bob Hitchcock
- Sword of Honour (1986) - Alcalde Sincock
- Death of a Soldier (1986)
- The Big Hurt (1986) - Señor Gregg